# Giorgio XI di Cartalia
Giorgio XI di Cartalia, in georgiano გიორგი XI?, noto anche come Gurgin Khan (Tbilisi, 1651 – Kandahar, 21 aprile 1709), è stato re di Cartalia dal 1676 al 1688 e nuovamente dal 1703 al 1709.

## Biografia

Il giovane Giorgio XI di Cartalia

Figlio di re Vakhtang V, al quale succedette come regnante di Cartalia nel 1676. Come molti altri governanti georgiani, accettò nominalmente di aderire all'Islam e pertanto prese il nome di Shahnawaz II prima di venire confermato come viceré dallo scià Solimano I. Ad ogni modo i georgiani continuarono a considerarlo solo il loro re col suo nome cristiano di Giorgio (Giorgi in georgiano).
Dopo oltre mezzo secolo di pace, le relazioni tra Cartalia e la Persia iniziarono a deteriorarsi notevolmente con l'ascesa di Giorgio. Egli tentò di centralizzare l'autorità regia della Cartalia indebolendo l'influenza persiana. Egli tutelò i missionari cattolici nel suo paese e corrispose con Innocenzo XI. Dopo la sconfitta ottomana nella Battaglia di Vienna, Giorgio XI cercò di sfruttare questa rinnovata debolezza dell'Impero. In una lettera a Innocenzo XI datata 29 aprile 1687 fece giuramento come re cattolico e dichiarò di essere pronto a obbedire con le sue truppe al romano pontefice. Secondo i missionari cattolici nella regione Giorgio rimase sino alla sua morte uno strenuo cattolico.
Nel 1688, Giorgio tentò di realizzare un colpo di stato contro il governatore persiano della vicina regione georgiana della Cachezia, e vanamente tentò di avvalersi degli ottomani per scalzare la signoria safavide. In risposta, lo scià Solimano depose Giorgio e diede la sua corona al principe rivale Eraclio I che aveva abbracciato l'Islam ed era noto col nome di Nazar-Ali Khan. Abbas Qoli-Khan, il beglarbeg (governatore generale) di Ganja, venne incaricato del governo della Cachezia ed incaricato di rafforzare la posizione di Eraclio in Cartalia. Giorgio fuggì in Rach'a nella Georgia occidentale, da dove tentò più volte di reclamare il proprio trono. Nel 1696, cercò di organizzare un suo temporaneo ritorno per porgere aiuto a suo fratello Archil per la riconquista della corona di Imereti nella Georgia occidentale, ma venne costretto a ritirarsi ancora una volta dalla Cartalia.
Nel 1694, a seguito della morte di Solimano, vi fu un cambiamento nel governo della Georgia: Abbas-Quli Khan venne accusato dai suoi rivali di supportare Giorgio XI. Per ordine del nuovo scià Soltan Hosayn, questi venne prontamente arrestato da Eraclio ed inviato a Isfahan e guardato a vista, mentre i suoi possedimenti vennero confiscati. Qalb-Ali Khan venne nominato successore di Abbas-Quli Khan come governatore persiano della Cachezia. Ad ogni modo Husayn venne ben presto costretto a siglare una pace con Giorgio che venne convocato a Isfahan nel 1696. Lo scià lo incaricò di riportare l'ordine sul fronte orientale dell'Impero e lo nominò beglarbeg di Kerman nel 1699. Fu l'inizio dell'ultimo tratto della carriera di Giorgio sotto l'impero safavide.

Documento reale di Giorgio XI.

Giorgio, aiutato da suo fratello Levan, dal 1700 aveva ristabilito la sovranità dello scià su Kerman. Come ricompensa, Giorgio venne restaurato al trono di Cartalia nel 1703, ma non gli venne permesso di fare ritorno nel suo paese. Egli venne infatti assegnato a diverse operazioni militari sul campo tra cui la soppressione di una ribellione degli afghani nel maggio del 1704. Ottenne il titolo di Gurgin Khan dallo scià e venne nominato viceré della Provincia di Kandahar nonché sipah salar (comandante in capo) delle armate persiane. Mentre si trovava accampato, concesse l'amministrazione della Cartalia a suo nipote, il futuro sovrano Vakhtang VI. Gurgin riuscì nei propri compiti con risolutezza e severità, soggiogando molti capi locali ed inviando Mirwais Khan Hotak, potente capo Ghilji (Pashtun), in catene ad Isfahan. Ad ogni modo, Mirwais Khan stava cercando a sua volta di ottenere i favori dello scià e levò dei sospetti sul beglarbeg.
Determinato a detronizzare Gurgin, Mirwais Khan pianificò attentamente un colpo di stato. Il 21 aprile 1709, quando la maggioranza dei georgiani si trovavano sotto la guida del nipote di Gurgin, Alessandro, e quindi erano molto distanti da Kandahar a combattere contro i ribelli, Mirwais invitò Gurgin ad un banchetto nella propria residenza estiva di Kokaron a Kandahar e qui lo assassinò. L'esecutore materiale venne riconosciuto nel guerriero afghano Younis Kakar, uno dei capi tribù di Mirwais Khan Hotak. La piccola scorta di Gurgin venne massacrata e Mirwais ottenne il potere a Kandahar. Inviò quindi a Isfahan la croce ed un libro di salmicristiani trovati sul corpo del generale georgiano assassinato come prova della sua giusta uccisione.
La spedizione punitiva nelle terre degli afghani guidata dal nipote di Giorgio, Kay Khusrau, terminò nell'ottobre del 1711 disastrosamente con la sua morte e la distruzione di quasi tutti i suoi 30.000 uomini.

## Famiglia
Giorgio XI si sposò due volte. Sposò in prime nozze Tamar, figlia del principe David Davitishvili nel 1676. Questa morì il 4 dicembre 1683, dopo aver dato alla luce due figli:
- Principe Bagrat (m. 1692/94), che venne inviato allo scià come ostaggio politico e morì a Herat;
- Principessa Mariam (m. 1715), che nel 1687 sposò David Kvenipniveli, duca di Ksani ed ebbe nove figli.

Giorgio XI si risposò in seconde nozze con Khoreshan (m. 24 febbraio 1695), figlia del principe Giorgi Mikeladze, a Kojori nel 1687. Diede alla luce una figlia: 
- Principessa Rodam